# Jean Gilliot
Pour les articles homonymes, voir Gilliot.
Jean Gilliot, né le 6 juin 1890 à Hagetmau (Landes) et mort le 1er avril 1972 à Metz (Moselle) est un militaire et homme politique français.

## Biographie

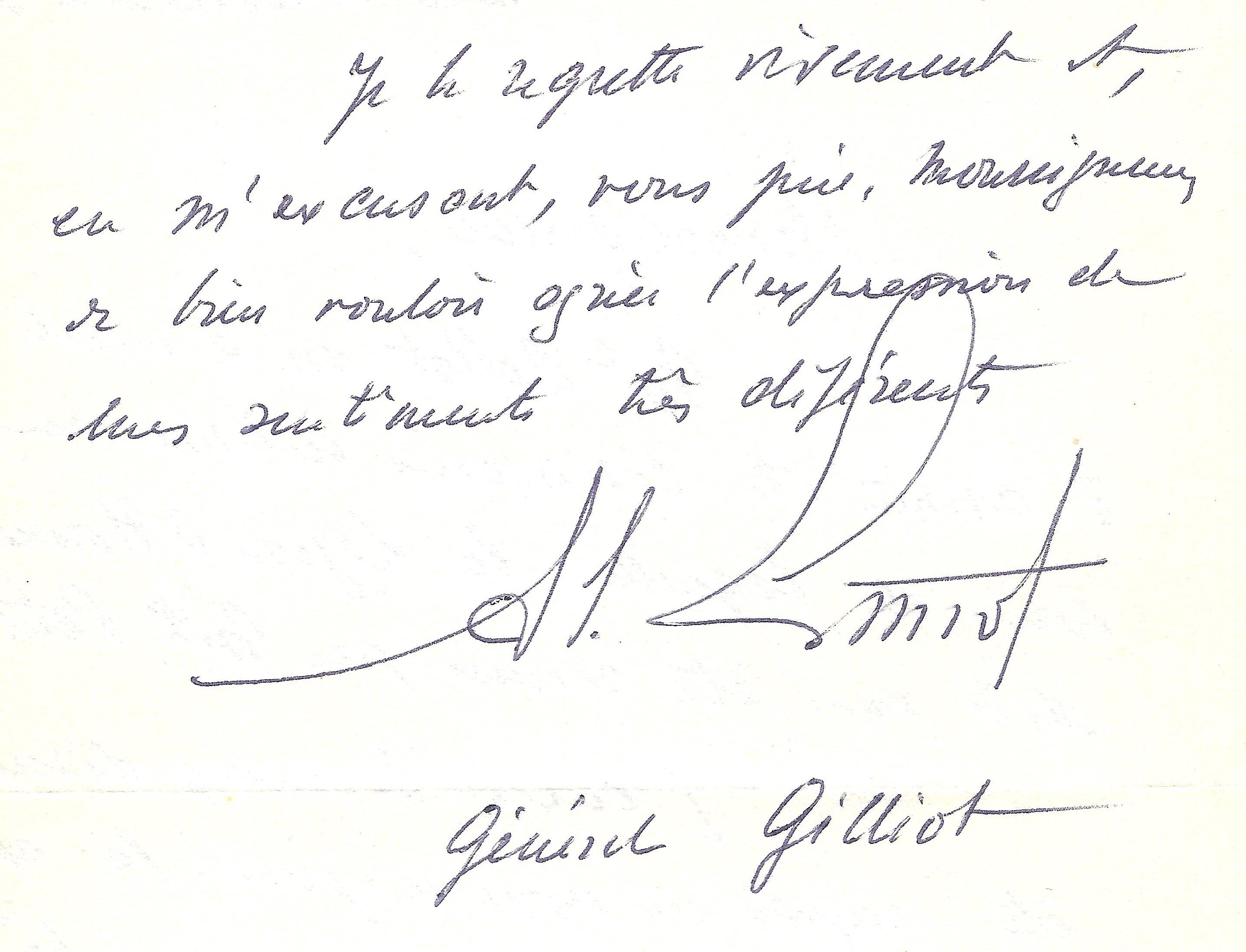
Écriture et autographe extraits d’une lettre du General Jean Gilliot (1890–1972), député de la Meuse.

Entré à l'École spéciale militaire de Saint-Cyr immédiatement après l'obtention de son baccalauréat, en 1909, il est de la même promotion que Charles de Gaulle et Alphonse Juin. Il participe à la Première Guerre mondiale au sein du 91e régiment d'infanterie, il en ressort avec le grade de capitaine.
Après son passage à l'École supérieure de guerre, où il entre en 1925, il est nommé chef de bataillon et affecté, en 1939, à l'État-major parisien. Nommé colonel au début de la guerre, il prend la tête du 152e régiment d'infanterie.
Il poursuit sa carrière après l'armistice, jusqu'au grade de général de brigade qui lui est octroyé en février 1942, lorsqu'il prend la direction des services de l'armistice.
Pendant cette période, cependant, il aide secrètement la résistance et participe à la création de l'Armée Secrète, ce qui lui vaut, lorsqu'il est découvert, d'être déporté en juin 1944 au camp de Natzweiler-Struthof. Il est par la suite transféré à la prison de Brieg (Silésie), avant de rejoindre le camp de Gross Rosen puis celui de Flossenbourg.
Libéré en mai 1945, il rentre en France où il est promu général de division. Il commande d'abord la région militaire de Nancy, puis est gouverneur militaire de Metz jusqu'en 1949. Il prend sa retraite avec le grade de général de corps d'armée.
Il s'engage en politique derrière le général de Gaulle. Candidat du RPF aux élections législatives de 1951 dans la Meuse, sa liste obtient 29,5 % des voix, et il est élu député. Dans la foulée, il est élu conseiller général, dans le canton de Bar-le-Duc, en octobre.
Il est un parlementaire très actif, essentiellement dans le domaine militaire. Il est notamment à huit reprises rapporteur pour la commission de la défense nationale.
Il ne se représente cependant pas aux législatives de 1956, et quitte la vie politique à l'issue de son mandat de conseiller général, en 1958.
Le général Gilliot est élevé au rang de général de corps d’armée du cadre de réserve en 1959.